# Basílica de San Eustorgio (Milán)
La basílica de San Eustorgio (en italiano: basilica di Sant'Eustorgio; nombre paleocristiano original,  basilica trium magorum) es una basílica católica situada en la plaza homónima de Milán, cerca de Porta Ticinese. Posteriormente dedicada a Eustorgio de Milán, fue construida a finales del período tardoimperial en la época en el que la ciudad romana de Mediolanum (actual Milán) era la capital del Imperio Romano Occidental (papel que ocupó desde 286 a 402). Es una de las basílicas paleocristianas de Milán.
La basílica fue probablemente fundada alrededor del año 344. Según la tradición, san Eustorgio recibió directamente del emperador Constantino I, como regalo, un enorme sarcófago de piedra que contenía las reliquias de los Reyes Magos, de ahí el nombre paleocristiano original de la basílica, procedente de la Basílica de Santa Sofía en Constantinopla (donde habían sido enterrados varias décadas antes por la emperatriz santa Elena, que los había encontrado durante su peregrinaje a Tierra Santa). La fachada actual de la basílica, cuyo diseño original data del siglo XII, es el resultado de una restauración neorrománica realizada por el ingeniero Giovanni Brocca entre mayo de 1864 y agosto de 1865.
En el transepto derecho de la basílica hay un antiguo sarcófago  romano que, según la tradición, contenía los restos de los tres Reyes Magos que Eustorgio transportó desde Constantinopla a la basilica di Santa Tecla.  Las reliquias, que fueron robadas durante el saqueo de las tropas del emperador Federico Barbarroja en 1162, fueron parcialmente devueltas en 1904 y conservadas en el relicario colocado sobre el altar de la capilla de los Reyes Magos. Destacan también la capilla de los Visconti y la capilla Portinari, mientras que las obras de arte presentes en la basílica de San Eustorgio que tienen un valor artístico particular son la ancona della Passione, el Arca de Gaspare Visconti, el Arca de San Pedro mártir, el monumento funerario de Giacomo Brivio, el monumento funerario de Pietro Torelli y el monumento funerario de Stefano y Valentina Visconti.

## Historia

### La antigua basílica paleocristiana

La antigua Milán romana (Mediolanum) superpuesta a la Milán moderna. El rectángulo más claro en el centro, ligeramente hacia la derecha, representa la moderna piazza del Duomo, mientras que el moderno Castello Sforzesco se encuentra en la parte superior izquierda, justo fuera del trazado de las murallas romanas de Milán. En el centro, señalado en rojo salmón, el foro romano de Milán, mientras que en verde el barrio del palacio imperial romano de Milán

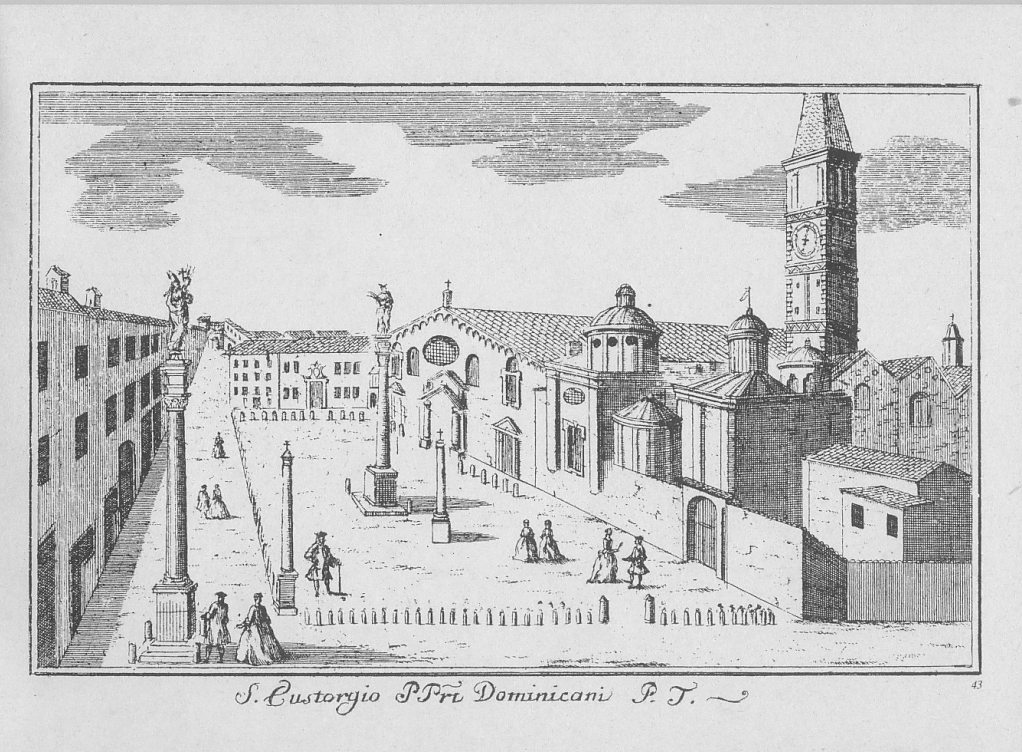
Marc'Antonio Dal Re, S. Eustorgio P. Padri Dominicani, Milán 1745

Con san Ambrosio comenzó un programa de construcción de basílicas dedicadas a las diversas categorías de santos: una basílica para los profetas (la basilica prophetarum, más tarde rebautizada como basílica de San Dionigi), una para los apóstoles (la basilica apostolorum,  que luego tomó el nombre de la basílica de San Nazaro en Brolo), una para los mártires (la basilica martyrum,  que luego se convirtió en la basílica de San Ambrosio), uno para las vírgenes (la basilica virginum,  más tarde rebautizada como basílica de San Simpliciano).
De hecho, cada una de ellas estaba dedicada a una familia diferente de santos, ya que aún no existía la costumbre de nombrar iglesias con el nombre de un solo santo. El nombre paleocristiano original basilica trium magorum  de la basílica deriva en cambio de los Tres Magos, una dedicación que luego se cambió a "san Eustorgio".
La basílica probablemente fue fundada alrededor del año 344 en el período romano tardoimperial en la época en la que la ciudad romana de Mediolanum (actual Milán) era la capital del Imperio Romano Occidental (papel que ocupó desde 286 hasta 402). Según la tradición, san Eustorgio recibió directamente del emperador Constantino I, como regalo, un enorme sarcófago de piedra que contenía las reliquias de los Reyes Magos, procedente de la basílica de Santa Sofía en Constantinopla (donde habían sido enterrados varias décadas antes por la emperatriz santa Elena, que los había encontrado durante su peregrinaje a Tierra Santa).
Llevado en un carro, se detuvo cerca del  Corpi Santi di Milano, a las puertas de la ciudad, porque los bueyes que tiraban del enorme peso, en un cierto punto, se desplomaron fatigados. El obispo Eustorgio, sin embargo, interpretó todo como la voluntad de las propias reliquias para permanecer en ese punto, abandonando la idea de enterrarles en la basílica de Santa Tecla, como estaba inicialmente previsto. En consecuencia, se construyó un nuevo lugar de culto fuera de las murallas de la ciudad, o una nueva basílica que más tarde se dedicó a San Eustorgio, quien pidió ser enterrado allí a su vez junto a los mismos Reyes Magos.

### Mapa de la Milán paleocristiana

Mapa de la antigua Milán romana (Mediolanum) (siglos -) que indica las mura e le porte romane de Milán, il foro romano de Milán, il teatro romano de Milán, el anfiteatro romano de Milán, el circo romano de Milán, el área del palacio imperial romano de Milán (en rosa más claro), la zecca romana de Milán, las terme Erculee, el mausoleo imperial de Milán, la via Porticata con el arco triunfal, los magazzini annonari romani de Milán (lat. horrea), el puerto fluvial romano de Milán, los castillos romanos de Milán y la basílicas paleocristianas de Milán

### Desde la Edad Media hasta hoy

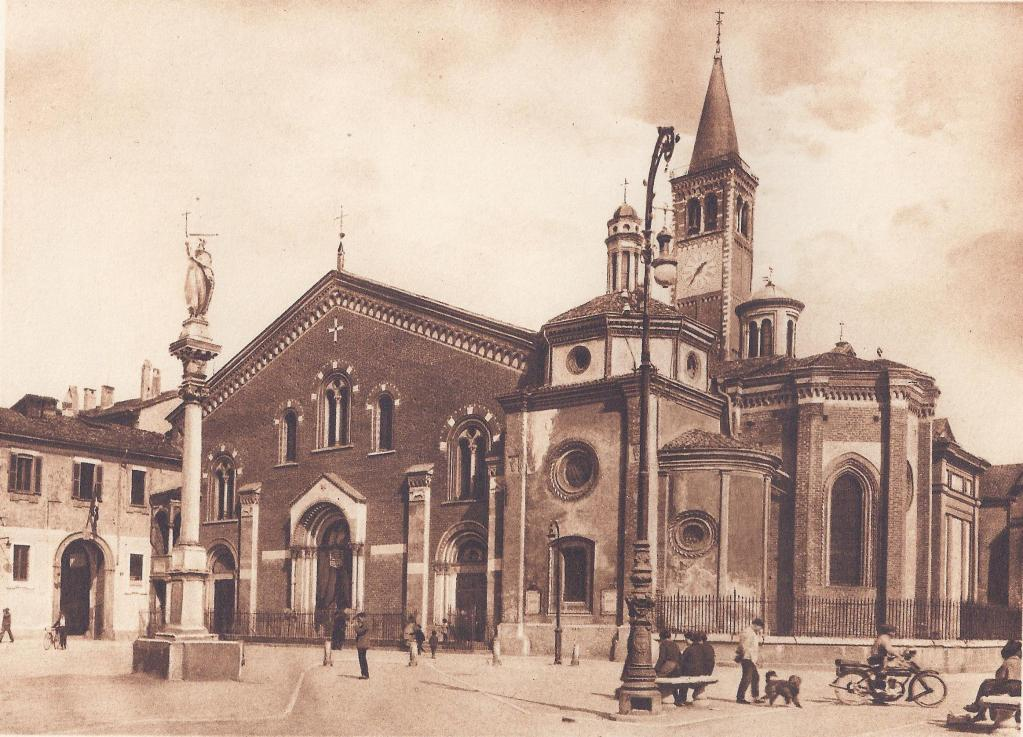
Basílica de San Eustorgio, finales de la década de 1920

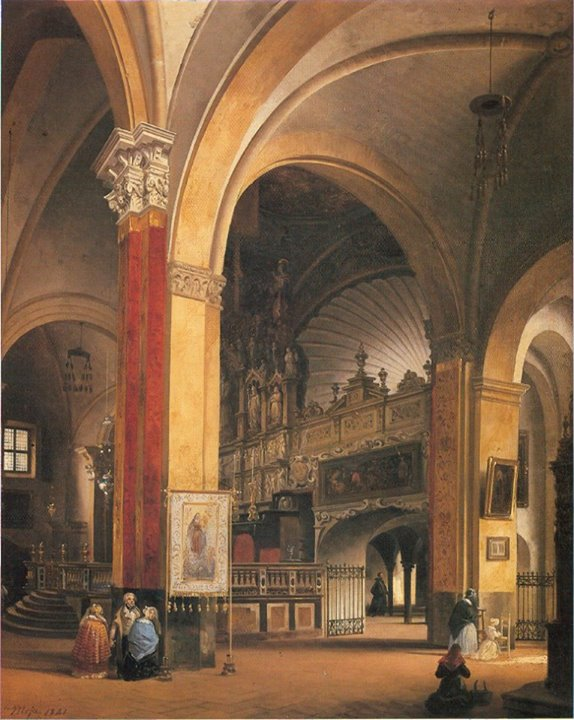
Federico Moja: interior de la basílica antes de su restauración decimonónica

En 1162, durante el saqueo de Milán perpetrado por las tropas del emperador Federico Barbarroja, comandadas por Reinaldo de Dassell, canciller imperial de Barbarroja, tomó posesión de los cuerpos de los Reyes Magos dos años después, trasladándolos a la catedral de Colonia, donde aún hoy se conservan en un precioso relicario realizado por el orfebre Nicolás de Verdún. En la basílica de San Eustorgio permaneció el gran sarcófago, en cuya tapa se tallaron una estrella y una inscripción del siglo XVIII Sepulcrum trium Magorum;  además, siempre según la tradición, en la ciudad de Milán se quedó sólo con una medalla hecha con una parte del oro donado por los Reyes Magos a Jesús, que se muestra en cada Epifanía cerca del gran sarcófago.
En los siglos siguientes, los milaneses intentaron en vano obtener la restitución de las reliquias que les robaron; sólo en 1903, gracias a la intervención del cardenal Andrea Carlo Ferrari, una pequeña parte de ellos volvió a la basílica el año siguiente (dos peronés, una tibia y una vértebra) y aún hoy se conservan en un relicario cerca el sarcófago de los Reyes Magos.
A partir del siglo XIII, la basílica se convirtió en la sede principal de la Orden Dominica en Milán. En 1219 Domingo de Guzmán había enviado allí a los dos primeros hermanos, Giacomo de Ariboldis de Monza y Robaldo di Albenga y al año siguiente los frailes se trasladaron al hospital de peregrinos de la basílica, que les fue asignado definitivamente por el papa el 11 de abril de 1227.
Frente a la iglesia, entre el 2 y el 9 de septiembre de 1300, los líderes de la secta guillermita fueron quemados vivos como herejes condenados a la hoguera: Maifreda da Pirovano, Andrea Saramita, la monja Giacoma dei Bassani y los restos de Guglielma de Bohemia, llevados desde el cementerio de la abadía de Chiaravalle.
Entre los siglos XV y XVI fue prior de la basílica Teodoro da Sovico, conocido por su confesionario. La fachada actual de la basílica, cuyo diseño original data del siglo XII, es el resultado de una restauración neorrománica realizada por el ingeniero Giovanni Brocca entre mayo de 1864 y agosto de 1865.

## Descripción

### Exterior

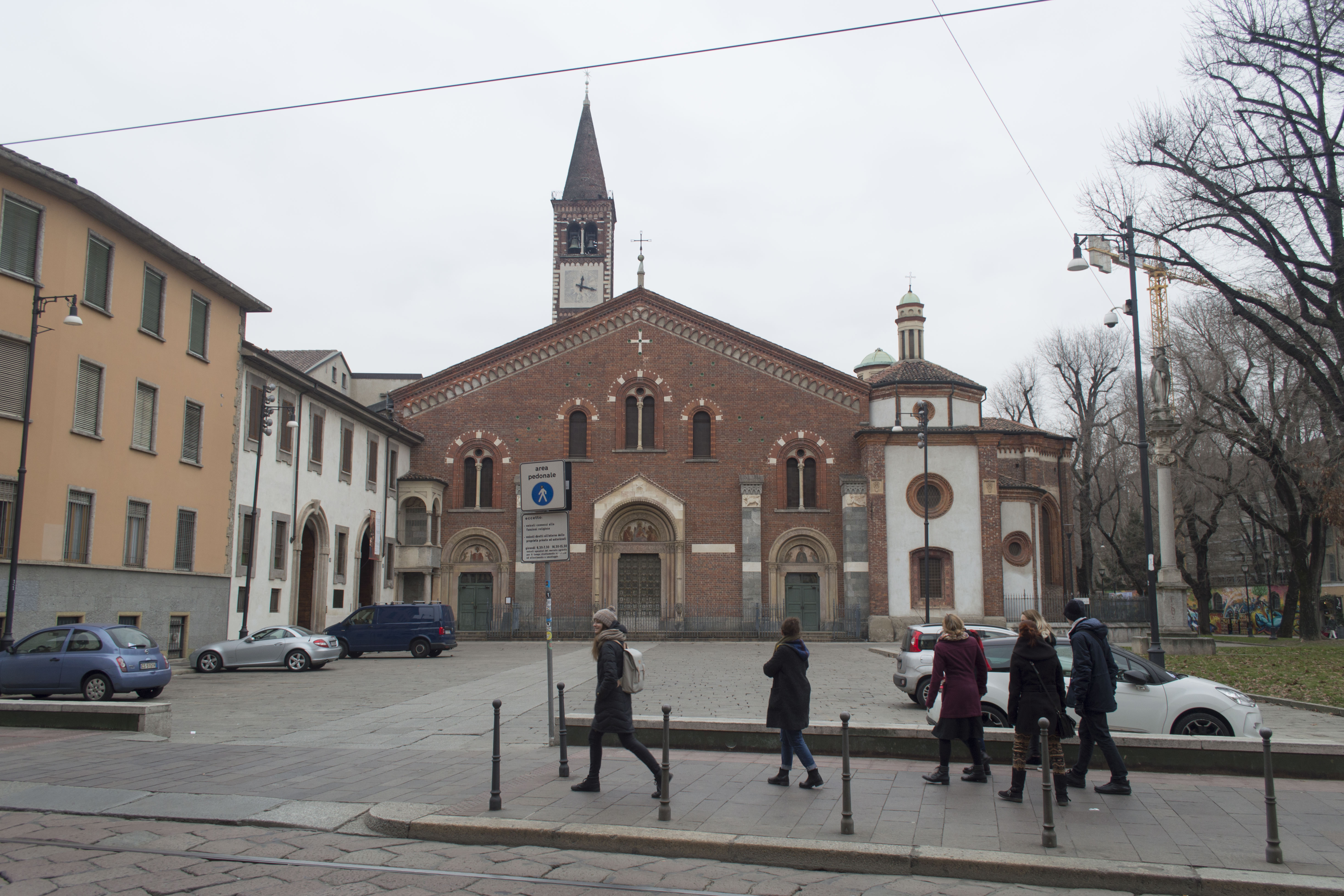
Vista de conjunto

La fachada presenta la típica forma a capanna, con arcos salientes bajo la cornisa superior, tres portales rematados cada uno por un luneto de  mosaico y una bifora con la de la puerta central flanqueada por dos monóforas. En el ángulo izquierdo, junto a la fachada del convento de los dominicos, se encuentra el púlpito desde el que predicaba el inquisidor Pietro Martire.
En el lado meridional de la basílica, se asoman los ábsides de las capillas nobles construidas entre los siglos XIV y XV (ver abajo), restauradas entre 1864 y 1872 por el arquitecto Enrico Terzaghi, quien las liberó de las superestructuras acumuladas entre los siglos XVII y XVIII. Una valiosa fuente de información de primera mano sobre la restauración de la basílica es la crónica escrita por el sacerdote Paolo Rotta, que siguió todas las fases de la intervención junto con el ingeniero Andrea Pirovano Visconti: ambos serán protagonistas, unos años más tarde, del rescate de la iglesia de San Vincenzo en Prato.
El campanile, situado en la parte trasera de la iglesia, fue construido entre 1297 y 1309 en el típico estilo lombardo con ladrillos y sillares de piedra. Con 75 metros de altura, acoge un concierto de 6 campanas. En la parte superior, en lugar de la cruz habitual, hay una estrella de 8 puntas, símbolo de la estrella que guio a los Reyes Magos a Belén. El campanile albergó el primer reloj público de Italia.

### Interior

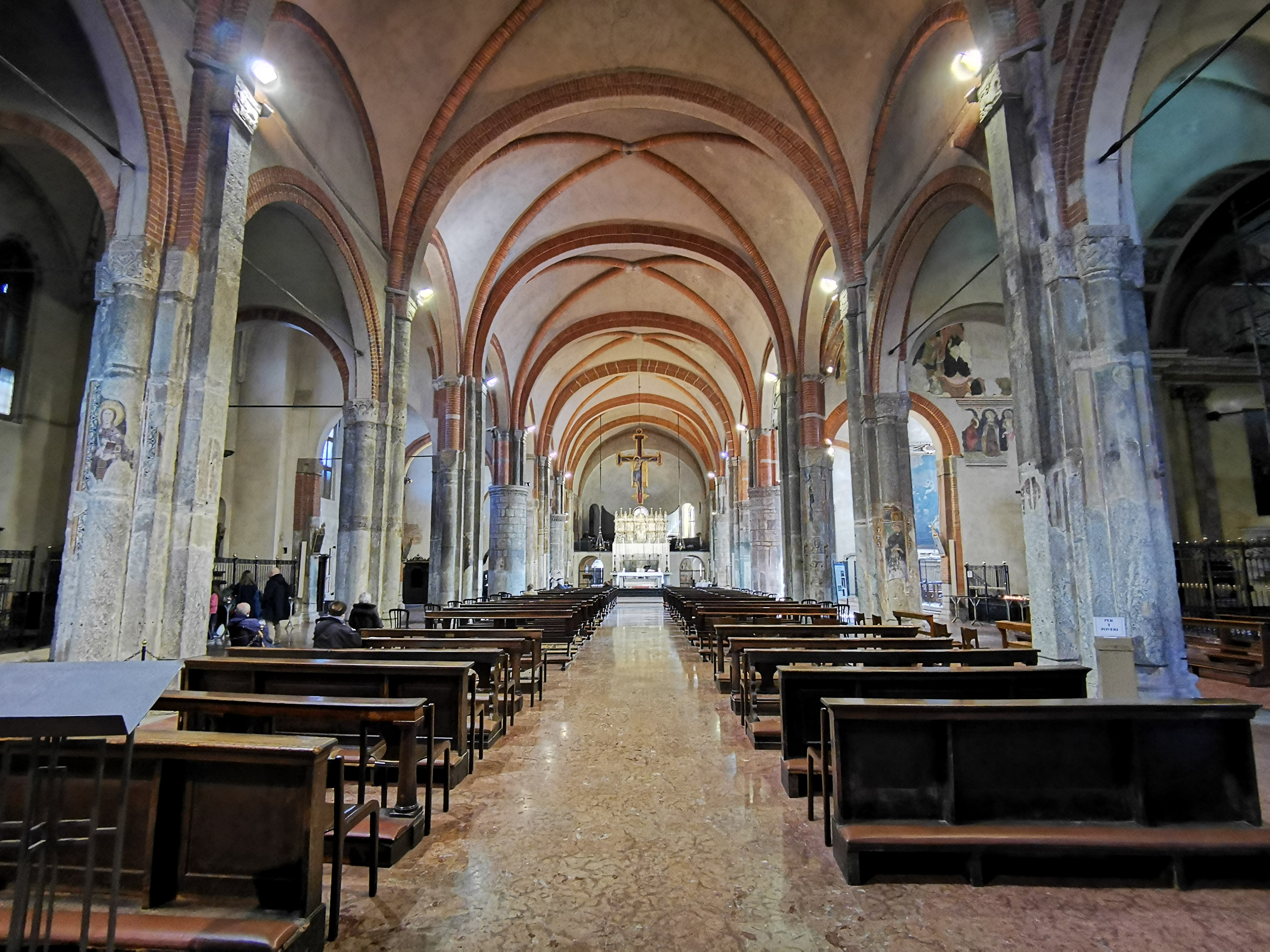
El interior

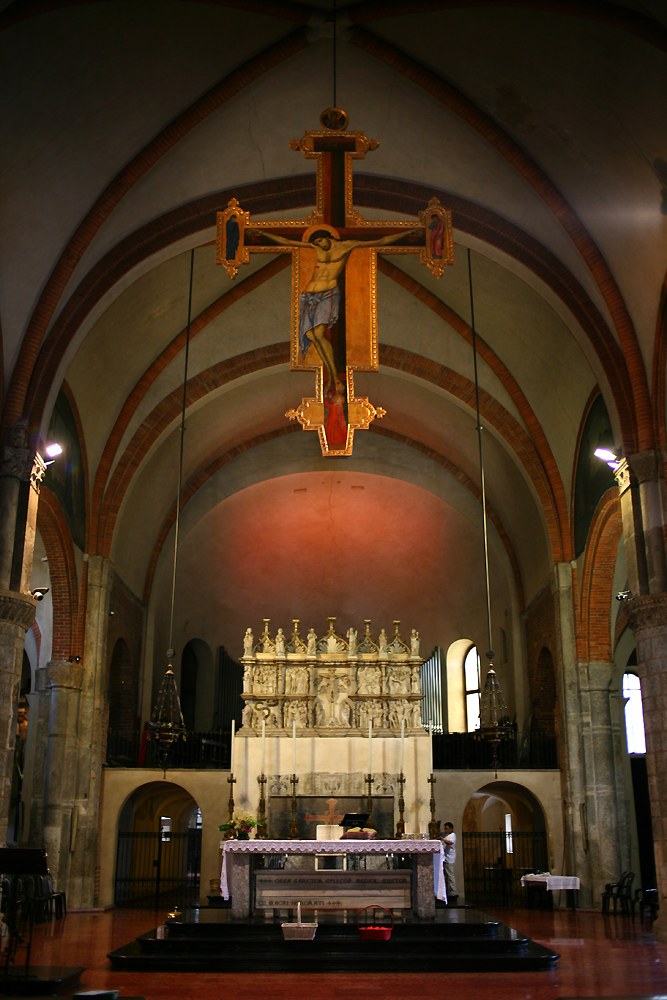
El presbiterio

El interior de la basílica está dividido en tres naves rematadas por bóvedas de crucería. Hay siete pares de pilares de haz, cinco de los cuales están compuestos heterogéneamente con pares alternos de semicolumnas y pilastras. A continuación se enumeran los sitios y obras de interés histórico y artístico que forman parte del conjunto basilical.

### Altar mayor
La Ancona della Passione, encargada a finales del siglo XIV por Gian Galeazzo Visconti, realizada por varios escultores, incluido Jacopino da Tradate, se colocó como decoración del altar mayor: el políptico de mármol se compone de nueve paneles esculpidos en relieve. La ancona está coronada con estatuas de santos y cúspides.

#### Cementerio paleocristiano
Las excavaciones arqueológicas realizadas en los años 1950-1960 han sacado a la luz fragmentos de sepulturas, lápidas y vasijas que atestiguan la antigüedad de las prácticas de culto en el área del cementerio de la basílica.

#### Sala capitular del antiguo convento dominico
Se conserva la estatua de piedra, que data de finales del siglo XIII, de Sant'Eugenio Vescovo, que vivió en el siglo IX y fue gran partidario del  rito ambrosiano.

#### Sacristía monumental
Se conservan numerosas reliquias, preciosos relicarios y objetos votivos en plata y metales dorados del siglo XIV al XVII.

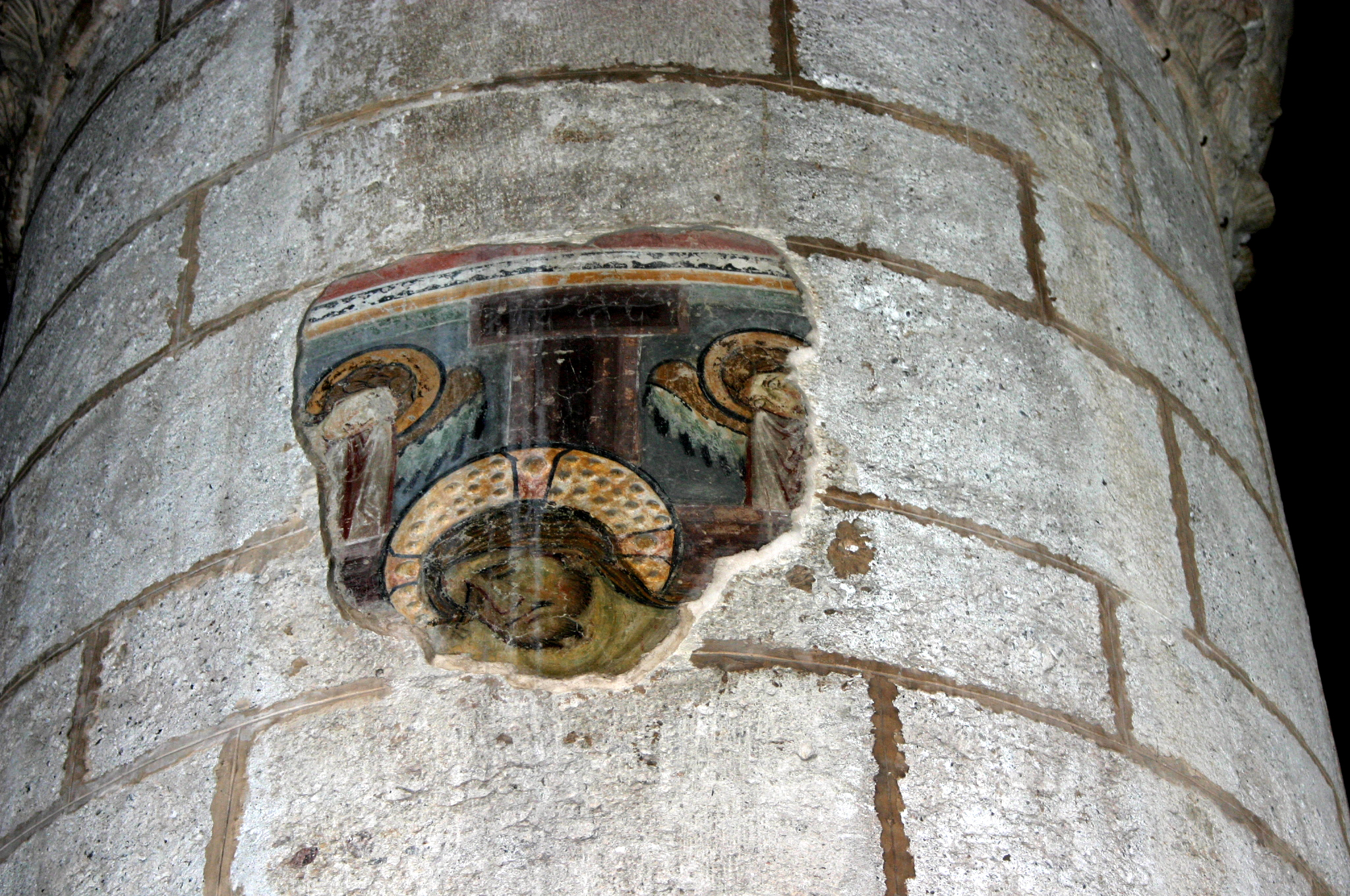
Fragmento de fresco sobre pilón

#### Órgano de tubos
Cerca del hueco del ábside, se encuentra el órgano de tubos, construido en 1962 por la firma  milanesa de organería Balbiani Vegezzi-Bossi.
El instrumento, accionado eléctricamente con una consola móvil independiente en la nave, a la izquierda del presbiterio, tiene dos teclados de 61 notas cada uno y una pedalera cóncavo-radial de 32. La exposición del órgano está compuesta por tubos principales dispuestos en forma de empalizada con caja limitada a la base.

#### Cripta y capillita de los Ángeles

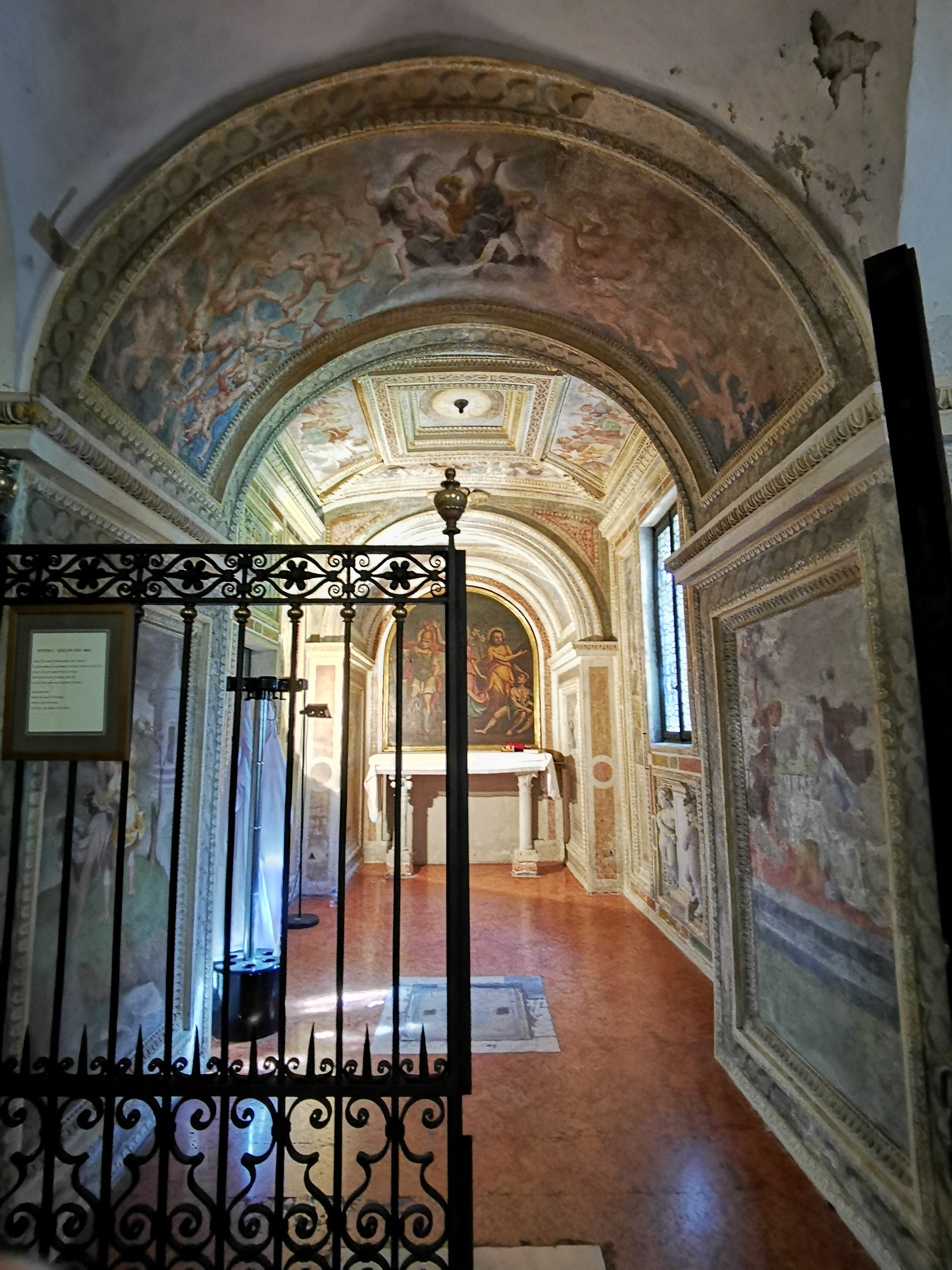
Capillita de los Ángeles

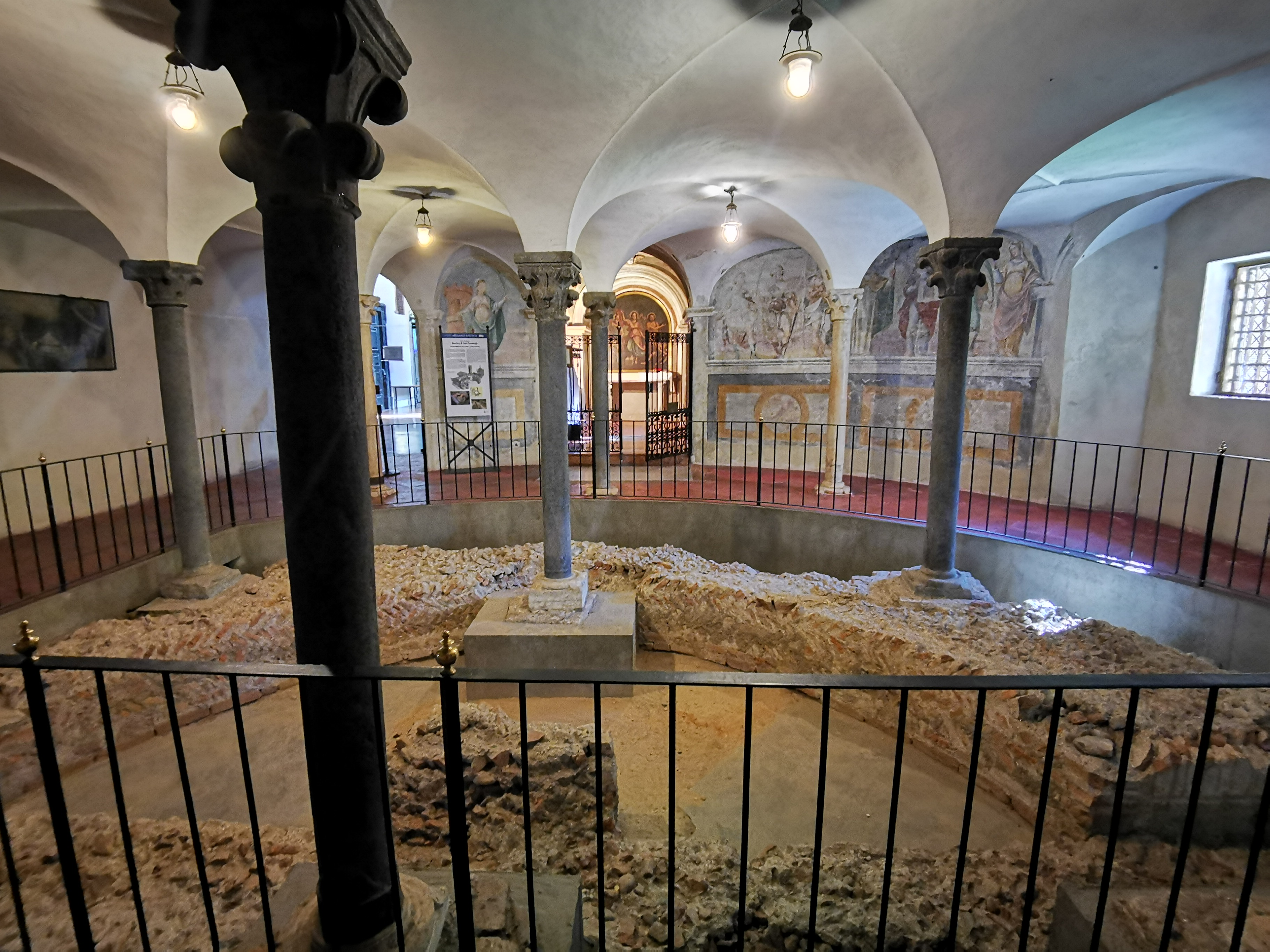
Ruinas paleocristianas

Detrás del altar mayor, en correspondencia con la zona del ábside situada bajo rasante, se aprecian los restos de una primitiva aula basical paleocristiana.
En el sotocoro hay una pequeña capilla, completamente decorada con estucos y frescos con episodios de la Biblia y de los Evangelios, realizados por Carlo Urbino  en 1575. En las paredes de la cripta, la Leggenda dei Sette dormienti, también de Carlo Urbino.

#### Retablo de los Magos
Encargada por Gian Galeazzo Visconti para adornar el altar mayor, es una obra maestra de la escultura milanesa de 1347, atribuida a Jacopino da Tradate. El tríptico consta de tres paneles cuspidados, que contienen episodios de la vida de los Tres Reyes Magos. En particular, se representa en el centro la Adorazione dei Magi, con un concierto angelical de fondo. A la izquierda, el Annuncio dell'angelo ai magi  y su partida, mientras que a la derecha I magi sono ricevuti da Erode.  Un bajorrelieve, también del siglo XIV, sirve de frontal de altar, que se cree que es un fragmento de la tumba de Uberto III Visconti, una vez conservado en la iglesia.
Debajo de la mesa, recientemente trasladada según las normas posconciliares, un sarcófago del siglo XIII alberga los restos de los santos Eustorgio,  Magno y Onorato.

### Capilla de San Eustorgio

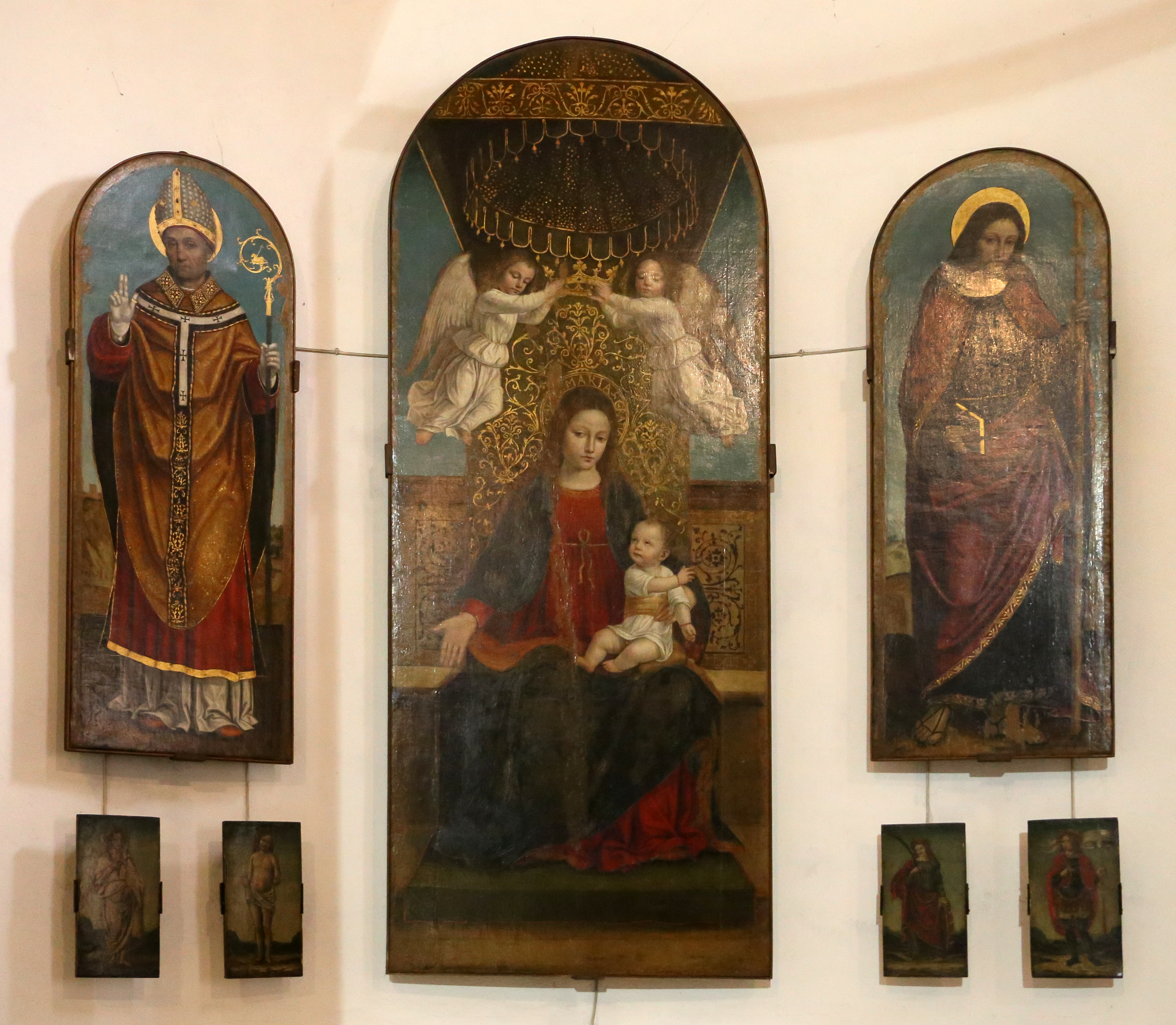
Bergognone, Madonna con bambino fra San Giacomo apostolo e Sant'Enrico Vescovo.

En el lado derecho de la basílica, así como entre la cacristía Monumental (ver arriba) y la capilla Portinari (ver abajo), se pueden admirar las siguientes capillas nobles.

#### Capilla  Brivio

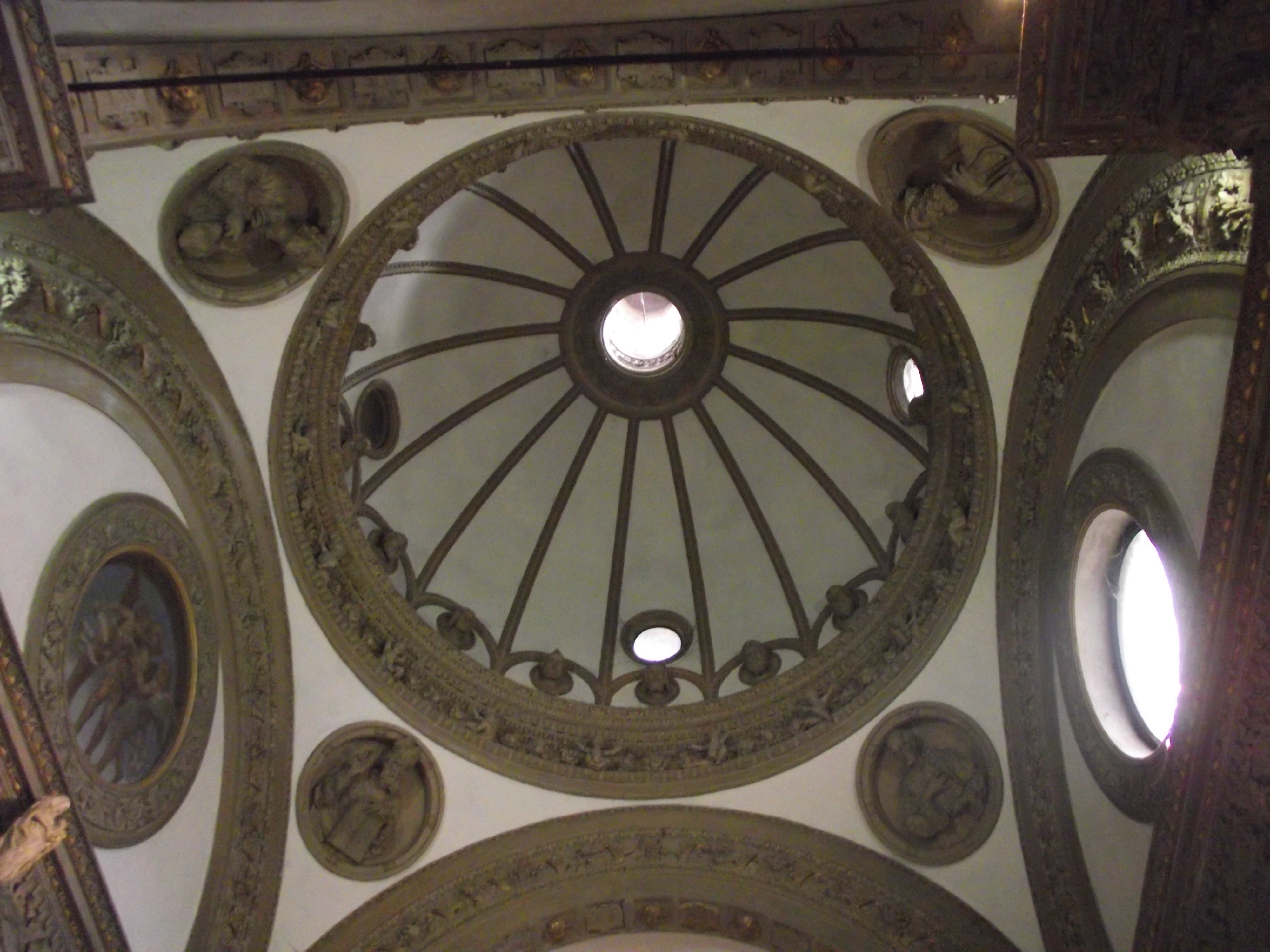
La bóveda de la capilla Brivio

Capilla noble de estilo renacentista construida en 1484 por la familia Brivio, a la que pertenecieron importantes señores feudales y magistrados de la corte de Ludovico il Moro. Acoge un políptico del siglo XV, obra maestra de Ambrogio da Fossano, que representa una  Madonna con bambino San Giacomo apostolo e Sant'Enrico vescovo.
En la pared izquierda está el monumento sepulcral de Giacomo Stefano Brivio. El monumento fue encargado por su hijo Giovanni Francesco Brivio al escultor Francesco Cazzaniga y completado después de la muerte de este último (1486) por su hermano Tommaso Cazzaniga y Benedetto Briosco, activos en los mismos años en la Certosa di Pavia. El sarcófago rectangular en mármol blanco se levanta sobre columnas de candelabros decoradas con motivos florales. Sobre la tumba están las figuras del Padre Eterno benedicente entre unos Angeli inginocchiati y una Madonna col bambino. El arca está decorada con cinco bajorrelieves: la Annunciazione, la Natività, la Adorazione dei Magi, la Circoncisione y la Fuga in Egitto.

#### Capilla Torelli o de San Domenico

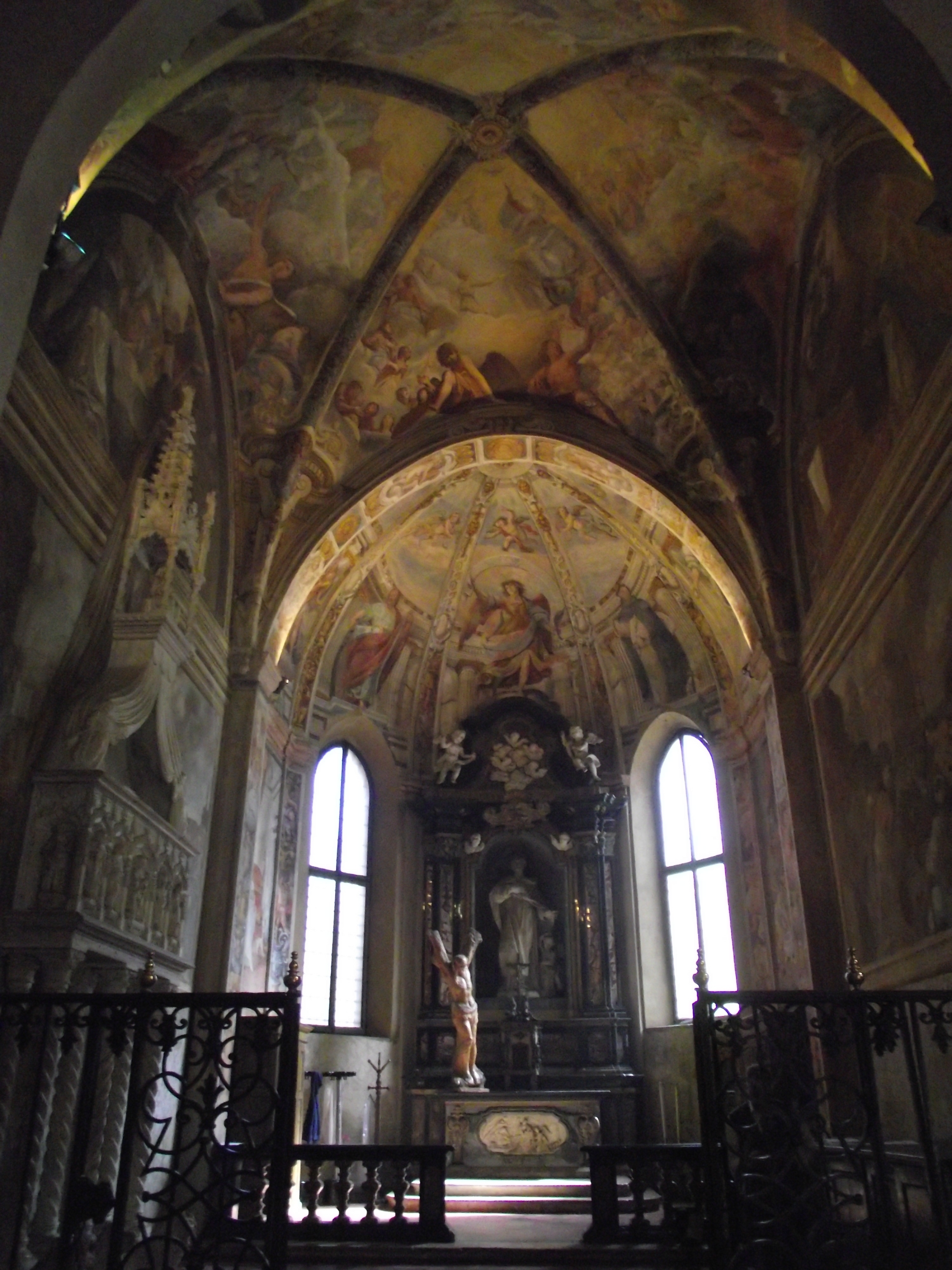
La capilla Torelli

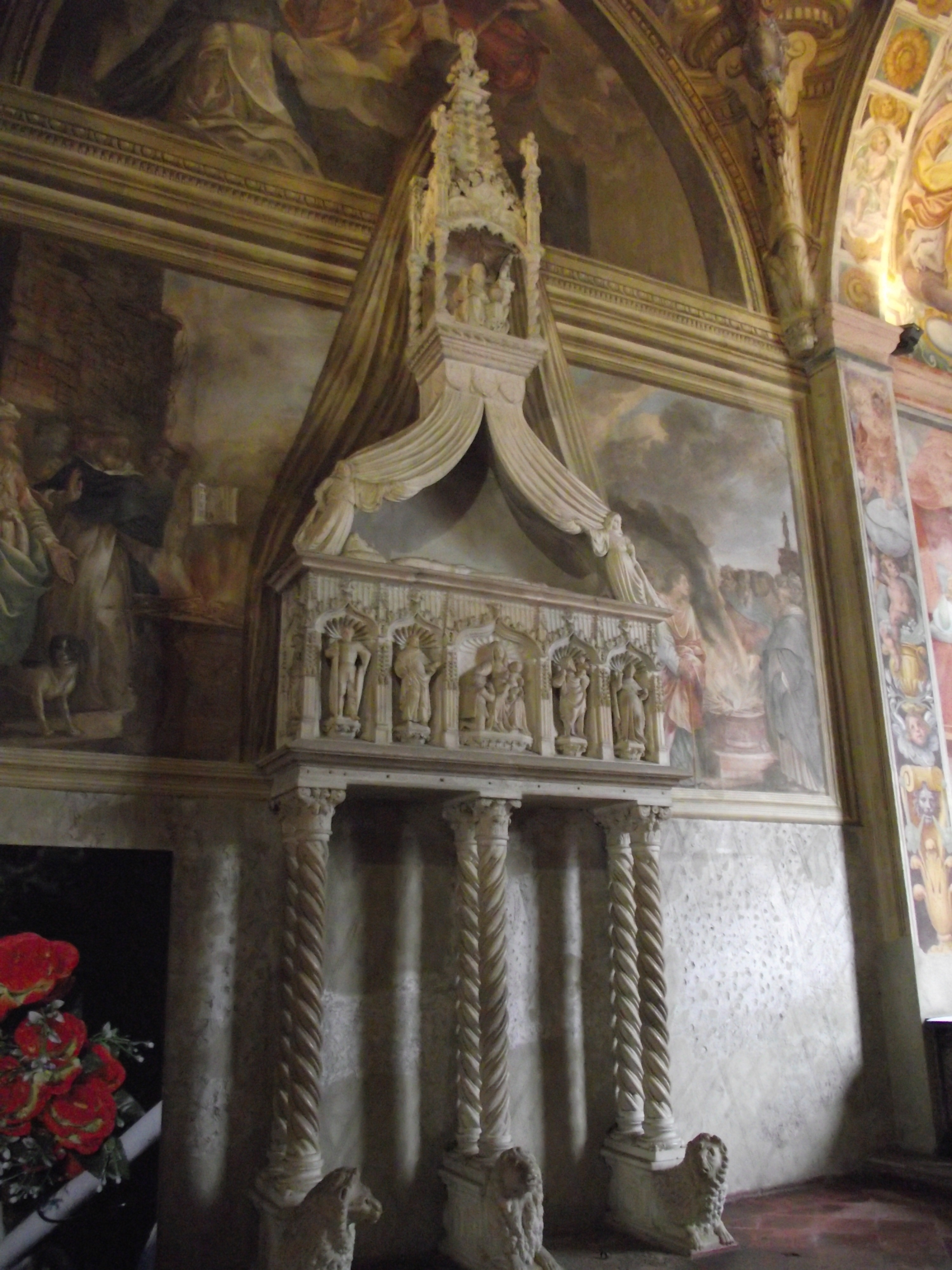
Jacopino da Tradate, Monumento funebre a Pietro Torelli.

Construida por la familia Torelli entre 1422 y 1439 en estilo gótico. De particular valor es el monumento funerario a Pietro Torelli atribuido a Jacopino da Tradate. El sarcófago descansa sobre seis elegantes columnas torcidas, que hacen de base de tres leones agazapados con expresiones fuertemente caracterizadas y diferentes. Una refinada decoración tardogótica cubre el arcón, dentro del cual se encuentran cinco nichos con cuatro santos a los lados y en el centro la Madonna col Bambino. El grupo central está compuesto por la Madonna in trono col Bambino, que coloca su mano sobre la cabeza del difunto arrodillado en contemplación. La morbidez de las ropas y el insólito gesto protector de la Virgen otorgan una gran dulzura a la representación. Sobre el sarcófago se encuentra el difunto yacente y un dosel coronado por un magnífico edículo con Dios Padre biendicente.
La decoración al fresco de la bóveda y de las paredes se debe a Giovan Mauro della Rovere, conocido como Fiammenghino, realizada en 1636 mientras que el altar de mármol de San Domenico data del siglo XVIII.

#### Capilla del Rosario o Crotta Caimi
La estructura original del siglo XV fue transformada en formas barrocas tardías por Francesco Croce  (1732). Allí se encuentra la venerada estatua de la Madonna del Rosario. En la pared izquierda, un gran lienzo de Ambrogio da Figino que representa a Sant'Ambrogio sconfigge gli ariani y, debajo, el sarcófago funerario del siglo XIV de Protasio Caimi, atribuido a Bonino da Campione.

#### Capilla Visconti o de San Tommaso
La capilla, encargada por Matteo Visconti en el siglo XIII, alberga el crucifijo, de la misma época, pintado por el maestro que decoró la capilla Dotto de la iglesia de los Eremitas de Padua.
En la bóveda, hay frescos del siglo XIV con los Cuatro Evangelistas, en la pared izquierda un fresco del Trionfo di San Tommaso y el monumento funerario de Stefano y Valentina Visconti, obra de los maestros de Campione.

#### Capilla de San Vicente Ferrer
Fue decorada a finales del siglo XVI por Carlo Urbino y Andrea Pellegrini. Retablo de Fiammenghino  que representa la  Madonna col Bambino, San Francesco e Santa Lucia.

#### Capilla  Visconti
Allí se coloca el Arca di Gaspare Visconti, los señores de Angera y Fontaneto y de Agnese Besozzi, todos datan de la primera mitad del siglo XV. En el altar, un retablo con Santo Tomás delante del crucifijo de la escuela de Camillo Procaccini.

#### Capilla de losTorrianio de San Martino
Los frescos de la bóveda, obra de Michelino da Besozzo y datables hacia 1440, representan los símbolos de los cuatro evangelistas. En la pared izquierda está la La strage degli Innocenti  de Giovan Cristoforo Storer.

#### Capilla de los Magos

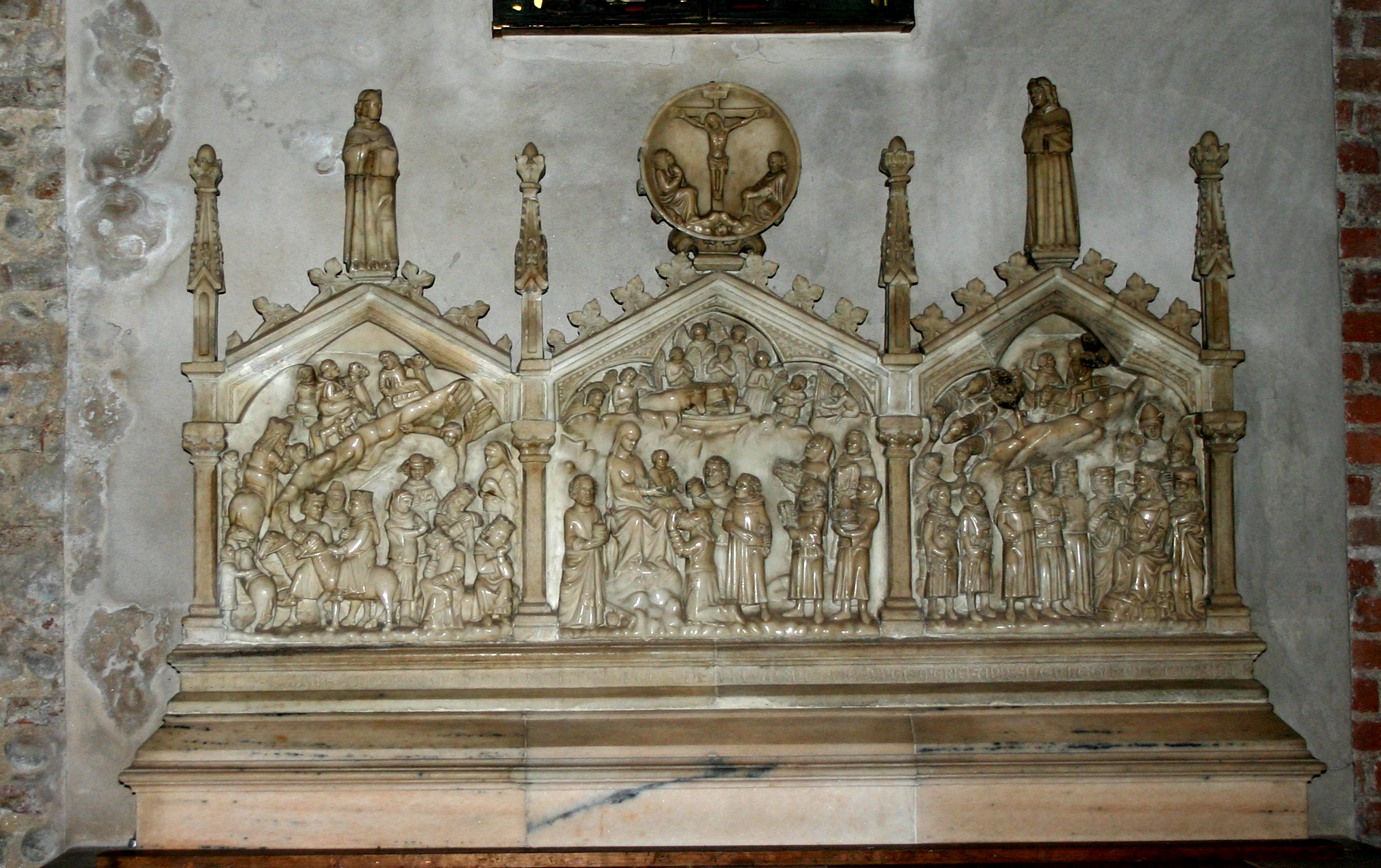
Políptico de mármol en la capilla de los Reyes Magos

En el transepto derecho de la basílica hay colocado un antiguo sarcófago  romano que, según la tradición, contenía los restos de los tres Reyes Magos que Eustorgio transportó desde Constantinopla a la basilica di Santa Tecla. Como ya se mencionó, las reliquias fueron robadas durante el saqueo de las tropas de Federico Barbarroja en 1162. Devueltas en parte en 1904, actualmente se conservan en el relicario colocado sobre el altar de la capilla.
Junto al sarcófago, el fresco del siglo XIV con la Sant'Eustorgio benedicente. Sobre el arco de entrada, una pintura de finales del siglo XV representa la Adorazione dei Magi.

#### Capilla de San Paolo
También conocida como de la Anunciata o Secchi, está ubicada en el lado izquierdo de la basílica, entre la cacristía monumental (ver arriba) y la capilla Portinari (ver abajo). En 1620 Daniele Crespi decoró la bóveda con San Paolo rapito in cielo y la escena de la  Visitazione  en la pared izquierda. En el vano frente a la capilla se encuentra el fresco desgarrado de la  Madonna del latte  atribuido al maestro de juegos Borromeo.

#### Capilla de San Francisco
También conocida como de los Arlunos (de la noble familia del mismo nombre), se encuentra en el lado opuesto de la capilla de San Paolo (ver arriba). En la pared derecha hay un fresco del siglo XIV con Cristo che appare a San Domenico.

#### La capilla Portinari

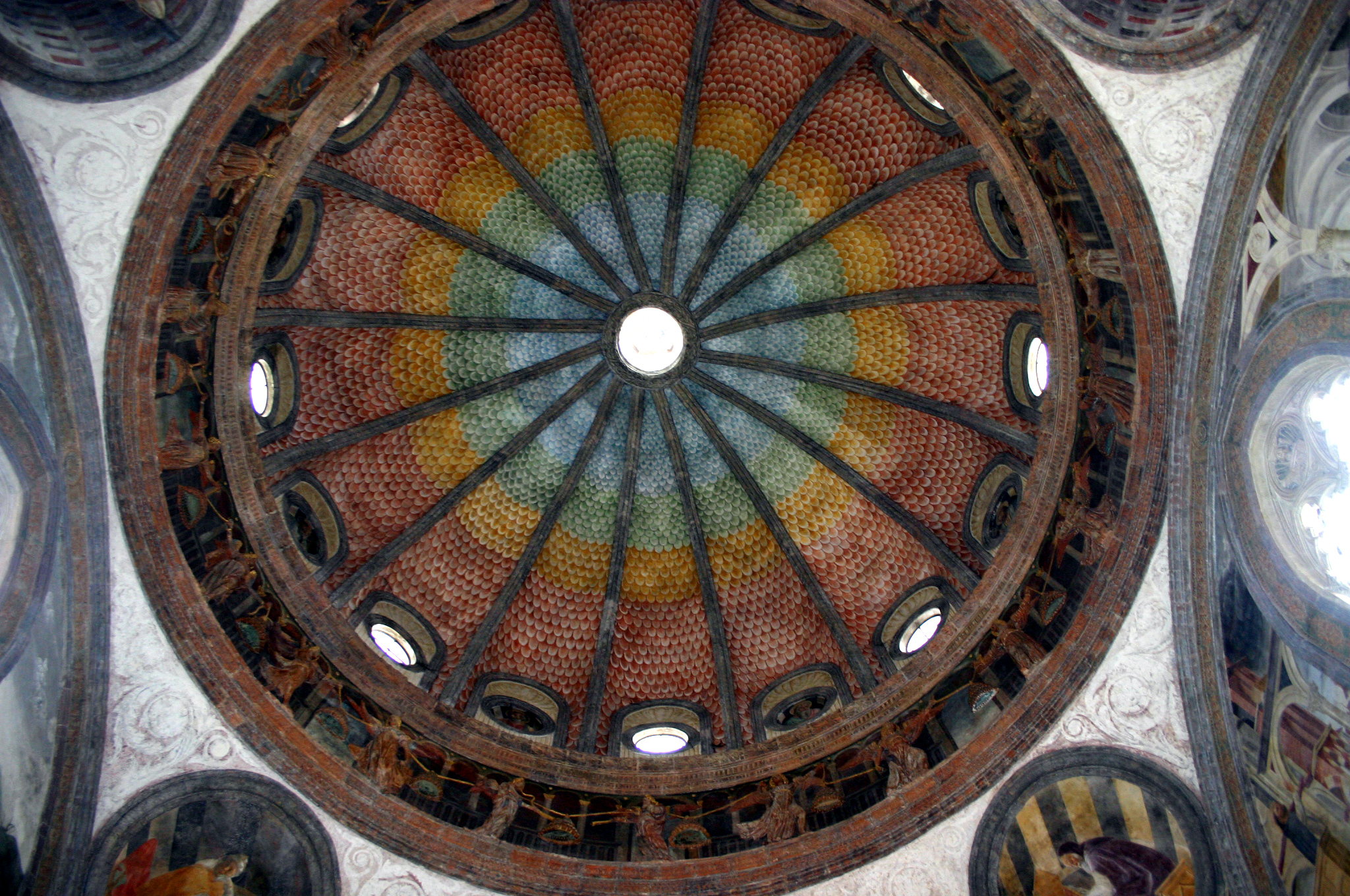
Cúpula de la capilla Portinari

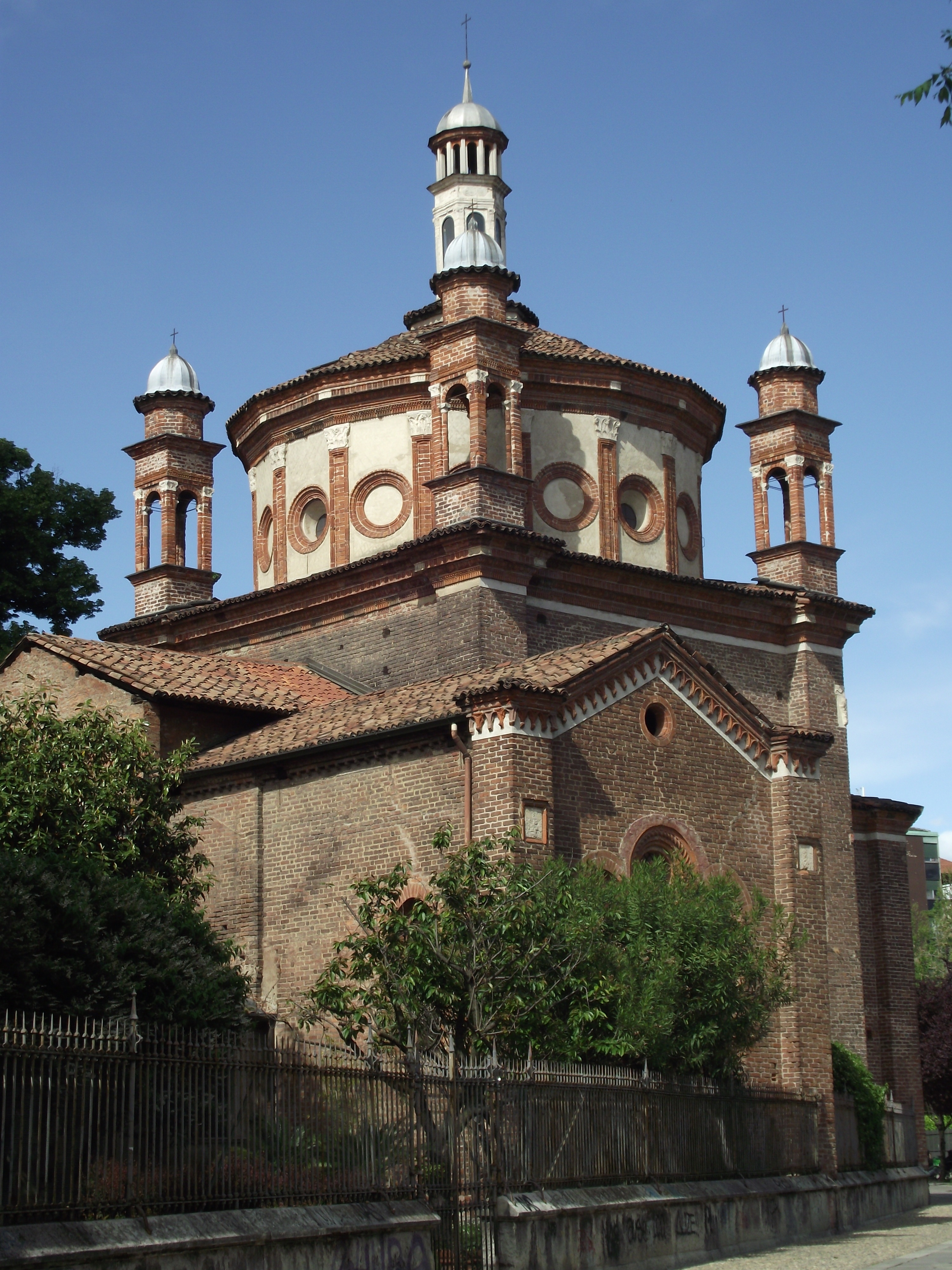
Exterior de la capilla Portinari

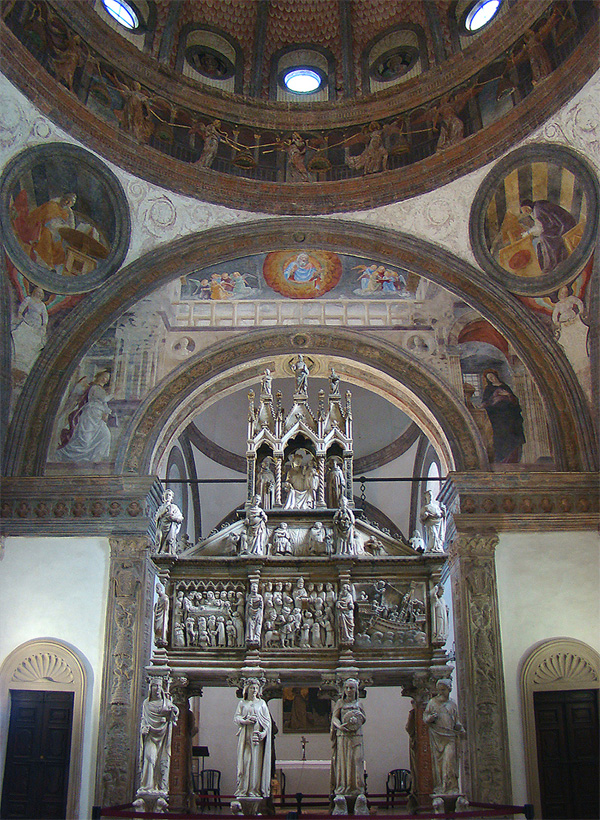
Interior de la capilla Portinari con el Arca di San Pietro.

En la parte trasera de la basílica se encuentra la majestuosa capilla construida entre 1462 y 1468 a instancias del florentino Pigello Portinari, agente del Banco Mediceo de Milán, en honor a San Pietro Martire, un predicador dominico asesinado por un hereje en 1252. Pigello mismo fue enterrado en ella en 1468.
La capilla, de planta central y compuesta por dos salas de planta cuadrada rematadas por cúpulas, constituye el testimonio más evidente de la aplicación de la arquitectura de estilo florentino en Milán en el siglo XV.
El proyecto y las decoraciones escultóricas siguen siendo difíciles de atribuir a día de hoy, mientras que el ciclo de frescos, con episodios de la vida del Santo y la Virgen, es una obra maestra de Vincenzo Foppa. El ciclo incluye la  Annunciazione  (pared frontal), la Assunzione della Vergine  (pared de entrada), el Miracolo del Piede risanato y el Martirio di San Pietro Martire  (pared izquierda), el Miracolo della nube y el Miracolo della falsa Madonna (pared derecha).
En las pechinas, en el interior de cuatro óculos, están representados los cuatro padres de la iglesia: san Gregorio Magno, san Gerolamo, san Ambrosio y san Agustín.
En el altar se puede ver el retrato del comitente Pigello Portinari, arrodillado frente a San Pietro Martire.
A la entrada de la capilla se conservan en su ubicación original los dos grandes candelabros de bronce fundido realizados en 1653 por Garavaglia.

#### El Arca de San Pedro mártir
En el centro de la capilla Portinari se encuentra la famosa Arca de San Pedro Mártir, una obra maestra de Giovanni di Balduccio, de la escuela de Giovanni Pisano, encargada por los dominicos para colocar allí los restos del santo. La autoría de la obra está confirmada por la inscripción colocada en el sarcófago: "MAGISTER IOANNES BALDUCII DE PISIS SCULPSIT HANC ARCAM ANNO DOMINI MCCCXXXVIIII" ("El maestro Giovanni di Balduccio da Pisa esculpió esta arca en el año del Señor 1339").
El sarcófago de mármol de Carrara está formado por una caja rectangular con una tapa troncopiramidal sobre la que se coloca un tabernáculo en forma de cúspide sobre las estatuas en redondo de María Asís, santo Domingo y san Pedro Mártir. Está sostenido por ocho pilares de mármol rojo de Verona, a los que se adosan ocho estatuas que representan a las virtudes teologales (frente a la izquierda: Justicia, Templanza, Fortaleza, Prudencia) y morales (atrás a la izquierda: Obediencia, Esperanza, Fe, Caridad). Encima de estos, los paneles que rodean el sarcófago representan, desde la izquierda: los Funerali del Santo, la Canonizzazione del Santo, el Miracolo della Nave, el  Traslazione del corpo del Santo, el  Miracolo del muto, el Miracolo della nube,  la Guarigione dell'infermo e dell'epilettico, la Uccisione del Santo.